# Caroline Campbell
Caroline Campbell (Albany, 1980) è una violinista statunitense, primo violino dei Sonus Quartet.

## Biografia
Nata ad Albany, si spostò con la sua famiglia prima alle Hawaii e quindi in Nevada, prima di stabilirsi definitivamente a Palo Alto a 11 anni. Comincia a suonare il violino all'età di 3 anni, mentre nel 1998, durante il suo ultimo anno alle High School, viene scelta come una dei venti Arts Presidential Scholars, riconoscimento onorario annuale conferito agli studenti statunitensi distintisi nell'arte. Nel 2004, conseguito il Master of Arts in sociologia, le viene inoltre conferito il Phi Beta Kappa, un premio onorario alle arti liberali e alla scienza.
Ha partecipato alla composizione di varie colonne sonore, tra cui Il curioso caso di Benjamin Button e Transformers - La vendetta del caduto, e ha lavorato con artisti della scena musicale internazionale come Avenged Sevenfold, Andrea Bocelli, Justin Timberlake, Michael Bublé, Paul McCartney, Barbra Streisand, Paramore e molti altri.
Suona uno strumento di Giuseppe Gagliano del 1771.

## Discografia
- 2011 - Truly, Simply, Deeply